# 中島敏之
中島 敏之（なかじま としゆき、1952年 <昭和27年> 12月27日 - ）は、日本の地方公務員。茨城県理事兼政策審議監、総務部長、茨城県企業局長を経て、茨城県社会福祉事業団理事長。瑞宝小綬章受章。

## 人物・経歴
宇都宮大学農学部農業経済学科卒業後、1975年4月 茨城県庁入庁、県南農林事務所に配属。以降、財政課や秘書課、原子力安全対策課、事業推進課、広報広聴課などを経て、理事兼政策審議監、総務部長。
2012年 (平成24年) 4月 前任の渡邊一夫に代わって茨城県公営企業管理者企業局長。東日本大震災からの復旧が未完了であった鰐川浄水場の本格復旧、緊急連絡管の確保、鹿島浄水場と那珂川浄水場に非常用自家発電設備、６つの浄水場内に太陽光発電設備や蓄電池の整備に取り組んだ。
退任後は社会福祉法人茨城県社会福祉事業団理事長、茨城県建設技術公社監事を務めた。

## 栄典
- 令和6年春の叙勲で瑞宝小綬章を受章[4]